# Quận Yavapai, Arizona

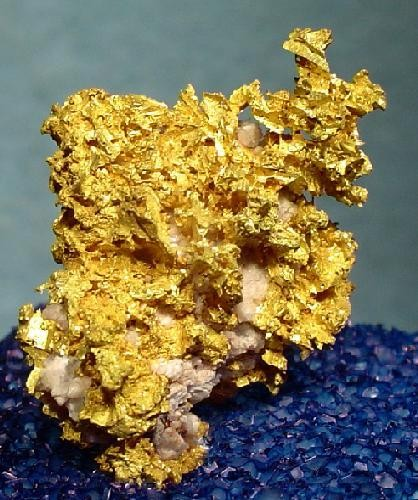
Mẫu vàng từ một mỏ tại quận Yavapai. Kích thước: 2.0 x 1.8 x 1.7 cm.

Quận Yavapai là một quận thuộc tiểu bang Arizona, Hoa Kỳ. Theo điều tra dân số năm 2000 của Cục điều tra dân số Hoa Kỳ, quận có dân số 167.517 người 2, dân số năm 2007 là 212.635 người. Quận lỵ đóng ở Prescott6

## Địa lý
Theo Cục điều tra dân số Hoa Kỳ, quận có tổng diện tích km2, trong đó có km2 là diện tích mặt nước.